# Fort Sumner
Fort Sumner is een plaats (village) in de Amerikaanse staat New Mexico, en valt bestuurlijk gezien onder De Baca County.

## Demografie
Bij de volkstelling in 2000 werd het aantal inwoners vastgesteld op 1249.
In 2006 is het aantal inwoners door het United States Census Bureau geschat op 1033, een daling van 216 (-17,3%).

## Geografie
Volgens het United States Census Bureau beslaat de plaats een oppervlakte van 8,6 km², geheel bestaande uit land.

## Plaatsen in de nabije omgeving
De onderstaande figuur toont nabijgelegen plaatsen in een straal van 68 km rond Fort Sumner.

## Overleden
- Billy the Kid (1859-1881), crimineel